# 東京フルーツ
『東京フルーツ』（とうきょうフルーツ）は、 たまのメジャーデビュー後10枚目のアルバム。2000年2月25日に地球レコードから発売された。

## 解説
前作『いなくていい人』以来1年7か月ぶりのリリース。
アルバムタイトルは、当時使用していたスタジオの前にあったフルーツ園の名前から採られた。
このアルバムでは演奏スタイルが、サポートメンバーを加えた通常編成の「たま」と、サポートメンバーを加えずによりチープな楽器を用いて演奏する「しょぼたま」のスタイルに2分されている。
なお、メンバーは本作について「後期のたまは聴いたことがない人のための入門編」と位置付けている。

## 収録曲
| #         | タイトル                                    | 作詞・作曲 | 編曲                | 時間  |
| --------- | ------------------------------------------- | ---------- | ------------------- | ----- |
| 1.        | 「安心」                                    | 知久寿焼   | たま                | 3:47  |
| 2.        | 「とかげ」                                  | 滝本晃司   | たま+斉藤哲也       | 5:04  |
| 3.        | 「カボチャ」                                | 石川浩司   | 斉藤哲也+たま       | 1:47  |
| 4.        | 「夢の中の君」                              | 知久寿焼   | たま                | 3:36  |
| 5.        | 「学習」                                    | 知久寿焼   | たま                | 3:44  |
| 6.        | 「ハダシの足音」                            | 滝本晃司   | たま+斉藤哲也       | 4:04  |
| 7.        | 「小象の・・・」                            | 石川浩司   | ライオンメリィ+たま | 4:59  |
| 8.        | 「いわしのこもりうた -Oil Sardin Lullaby-」 | 知久寿焼   | たま                | 4:13  |
| 9.        | 「さよならおひさま」                        | 滝本晃司   | たま                | 5:04  |
| 10.       | 「ラッタッタ」                              | 石川浩司   | たま+ライオンメリィ | 3:21  |
| 11.       | 「「夏です」と1回言った」                   | 滝本晃司   | たま+斉藤哲也       | 5:53  |
| 12.       | 「ゆめみているよ」                          | 知久寿焼   | たま                | 5:59  |
| 合計時間: | 合計時間:                                   | 合計時間:  | 合計時間:           | 51:31 |

## 曲の解説
シングル収録曲の詳細は、各項目を参照。
1. 安心
13thシングル『ゆめみているよ』収録曲。
2. とかげ
3. カボチャ
打楽器系の音は斉藤によるサンプリングで、石川の担当はボーカルのみ。
4. 夢の中の君
13thシングル『ゆめみているよ』収録曲。
5. 学習
12thシングル。
6. ハダシの足音
『室温〜夜の音楽〜』で使用された楽曲。
7. 小象の・・・
8. いわしのこもりうた -Oil Sardin Lullaby-
関島岳郎がチューバとトランペットで参加。この曲において滝本は楽器の演奏はせず、担当はコーラスのみとなっている。
『室温〜夜の音楽〜』で使用された。
9. さよならおひさま
栗コーダーカルテットの栗原正己がリコーダーで参加。
『室温〜夜の音楽〜』で使用された。
10. ラッタッタ
12thシングル『学習』収録曲。
11. 「夏です」と1回言った
元々は1995年に発売された滝本のソロアルバム『空の下』に収録されている楽曲で、本作には知久、石川らとレコーディングした音源を収録している。
12. ゆめみているよ
13thシングル。

## クレジット
※出典
安心
- 知久寿焼 : Vocal, Guitar, Harmonica
- 石川浩司 : Percussion, Chorus
- 滝本晃司 : Pianica, Toy-piano, Piano

とかげ
- 知久寿焼 : Guitar, Chorus
- 石川浩司 : Percussion
- 滝本晃司 : Vocal, Bass
- 斉藤哲也 : Organ, Casiotone, Synthesizer

カボチャ
- 知久寿焼 : Guitar, Chorus
- 石川浩司 : Vocal, Rappa
- 滝本晃司 : Bass, Chorus
- 斉藤哲也 : Programming, Synthesizer

夢の中の君
- 知久寿焼 : Vocal, Guitar, Harmonica, Drum pad
- 石川浩司 : Percussion
- 滝本晃司 : Bass, Chorus
- 斉藤哲也 : Prophet-5, Organ

学習
- 知久寿焼 : Vocal, Guitar, Banjo, Harmonica, Chorus
- 石川浩司 : Percussion, Chorus
- 滝本晃司 : Bass, Chorus
- 斉藤哲也 : Casiotone, Synthesizer

ハダシの足音
- 知久寿焼 : Mandolin, Harmonica, Chorus
- 石川浩司 : Percussion, Chorus
- 滝本晃司 : Vocal, Piano
- 斉藤哲也 : Synth bass, Organ

小象の・・・
- 知久寿焼 : Guitar, Chorus
- 石川浩司 : Vocal, Keyboard(Flute sound)
- 滝本晃司 : Bass, Chorus
- ライオンメリィ : Programming, Casiotone, Telephone, others

いわしのこもりうた -Oil Sardin Lullaby-
- 知久寿焼 : Vocal, Guitar, Tekkin pad
- 石川浩司 : Percussion, Chorus
- 滝本晃司 : Chorus
- 斉藤哲也 : Organ
- 関島岳郎 : Tuba, Trumpet

さよならおひさま
- 知久寿焼 : Guitar
- 石川浩司 : Recorder, Tambourine, Maracas pad
- 滝本晃司 : Vocal, Pianica, Casiotone, Piano
- 栗原正己 : Recorder

ラッタッタ
- 知久寿焼 : Guitar, Chorus, Kazoo
- 石川浩司 : Vocal, Percussion
- 滝本晃司 : Pianica, Toy-piano, Chorus

「夏です」と1回言った
- 知久寿焼 : Guitar, Chorus
- 石川浩司 : Percussion, Chorus
- 滝本晃司 : Vocal, Bass
- 斉藤哲也 : Organ, Pianica, Casiotone, Synthesizer

ゆめみているよ
- 知久寿焼 : Vocals, Programming, Ukulele, Mandolin
- 石川浩司 : Percussion
- 滝本晃司 : Bass
- 斉藤哲也 : Prophet-5, Organ